# Iwona Wojciechowska
Iwona Mirosława Wojciechowska (ur. 12 grudnia 1947 w Łodzi, zm. 7 maja 2019 w Osielsku) – polska skrzypaczka, prof. dr hab.

## Życiorys
Córka Rudolfa i Leokadii. Odbyła studia w Państwowej Wyższej Szkole Muzycznej w Łodzi. Uzyskała stopień doktora habilitowanego, a 30 lipca 1992 nadano jej tytuł naukowy profesora w zakresie sztuk muzycznych.
Pełniła funkcję profesora zwyczajnego w Katedrze Instrumentów Smyczkowych na Wydziale Instrumentalnym Akademii Muzycznej im. Grażyny i Kiejstuta Bacewiczów w Łodzi, oraz była członkinią Komisji Dyscyplinarnej dla Nauczycieli Akademickich przy Radzie Głównej Szkolnictwa Wyższego.
Pochowana na cmentarzu parafii Wojskowej św. Jerzego w Łodzi (kwatera A1-11-4).

## Ordery i odznaczenia
- Krzyż Kawalerski Orderu Odrodzenia Polski (26 kwietnia 2001)[6]
- Złoty Krzyż Zasługi (19 października 1993)[7]
- Brązowy Medal „Zasłużony Kulturze Gloria Artis” (1 marca 2006)[8]
- Medal Komisji Edukacji Narodowej (2001)[1]
- Medal Towarzystwa Muzycznego im. Henryka Wieniawskiego w Poznaniu (2009)[1]
- Medal Pro Publico Bono im. Sabiny Nowickiej (2009)[9]
- Odznaka „Zasłużony Działacz Kultury” (1988)[1]

## Nagrody
- Nagroda Ministra Kultury i Sztuki (dwukrotnie: 1980, 1988)[1]
- Nagroda Dyrektora Wydziału Kultury i Sztuki Urzędu Miasta w Łodzi (1987)[1]